# Дофинси Ница
Дофинси Ница су клуб америчког фудбала из Нице у Француској. Основани су 1999. године и своје утакмице играју на стадиону Арбора. Такмиче се тренутно у Првој лиги Француске, и Лиги шампиона - Група Запад.